# 沃尔夫冈·弗里奇
沃尔夫冈·弗里奇（德語：Wolfgang Fritsch，1949年8月4日—），德国男子赛艇运动员。他曾代表西德参加世界赛艇锦标赛，获得一枚金牌和一枚铜牌，均来自男子轻量级八人单桨有舵手项目。